# Melville de Balábac
Melville es un barrio rural  del municipio filipino de tercera categoría de Balábac perteneciente a la provincia  de Paragua en Mimaro,  Región IV-B.
En 2007 Melville contaba con  1.129 residentes.

## Geografía
El municipio insular de Balábac se encuentra situado en el extremo meridional de la provincia. Lo forman la isla de Balábac y otras menores: Pandanán, Bugsuk, Bancalaán, Ramos y de Mangsi
Linda al norte con la isla de  La Paragua, considerada continental;  al sur con el estrecho de Balábac que nos separa de  las islas de Balambangan y de Banguey (Banggi), adyacentes a la de Borneo y  pertenecientes al estado de Sabah en Malasia;  al este con Mar de Joló; y a poniente con el Mar del Oeste de Filipinas.
Este barrio, continental,  se encuentra en el extremo sur de la isla de Balábac, frente al estrecho de Balábac.
Linda al norte con los barrios de Pasig y de Indalauán;
al sur con el estrecho de Balábac;
al este con el mar de Jolón, bahías de Claredón y de Panagulé, frente a isla de Lumbucán;
y al oeste con el mar del Oeste de Filipinas, bahía de Pasig,  frente a los arrecifes coralinos denominados Grandes Arrecifes de Balábac.
En su término se encuentra  Isla Triángulo de Lumbucán.

### Demografía
El barrio  de Melville contaba  en mayo de 2010 con una población de 1.129 habitantes.

## Historia
Balábac formaba parte de la provincia española de  Calamianes, una de las 35 del archipiélago Filipino, en la parte llamada de Visayas. Pertenecía a la audiencia territorial  y Capitanía General de Filipinas, y en lo espiritual a la diócesis de Cebú.
De la provincia de Calamianes se segrega la Comandancia Militar del Príncipe, con su capital en Príncipe Alfonso, en honor del que luego sería el rey Alfonso XII, nacido en 1857.

## Faro
El 6 de julio de 1857 el teniente de navío Claudio Montero entrega su Plan General de Faros.
Por Real Orden de 15 de abril de 1885 se aprueba el Plan General de Alumbrado Marítimo de las Costas del Archipiélago Filipino.

"...La aprobación del plan mencionado preveía para Balábac un faro de primer orden en el cabo Melville para señalizar el estrecho de Balabac, en la linea marítima de Europa y China a las islas. Balábac era recalada en la llegada desde Singapur, después los barcos costeaban la isla de Paragua durante el monzón del nordeste, o bien usaban este paso para entrar en el mar de Joló en el monzón contrario. Con el faro previsto se marcaría la entrada sudeste del mar de Jolo, señalando el limite del territorio español, ya que la isla de Banguey, al otro lado del estrecho, hacia ya unos años que no pertenecía a España..."
Vida Marítima.

Se inauguró el  30 de agosto de 1892.